# ایگور کریمتس
ایگور کریمتس (ازبکی: Егор Кримец؛ زادهٔ ۲۷ ژانویهٔ ۱۹۹۲) یک بازیکن فوتبال اهل ازبکستان است.
وی همچنین در تیم ملی فوتبال ازبکستان بازی کرده‌است.